# Vùng gian triều

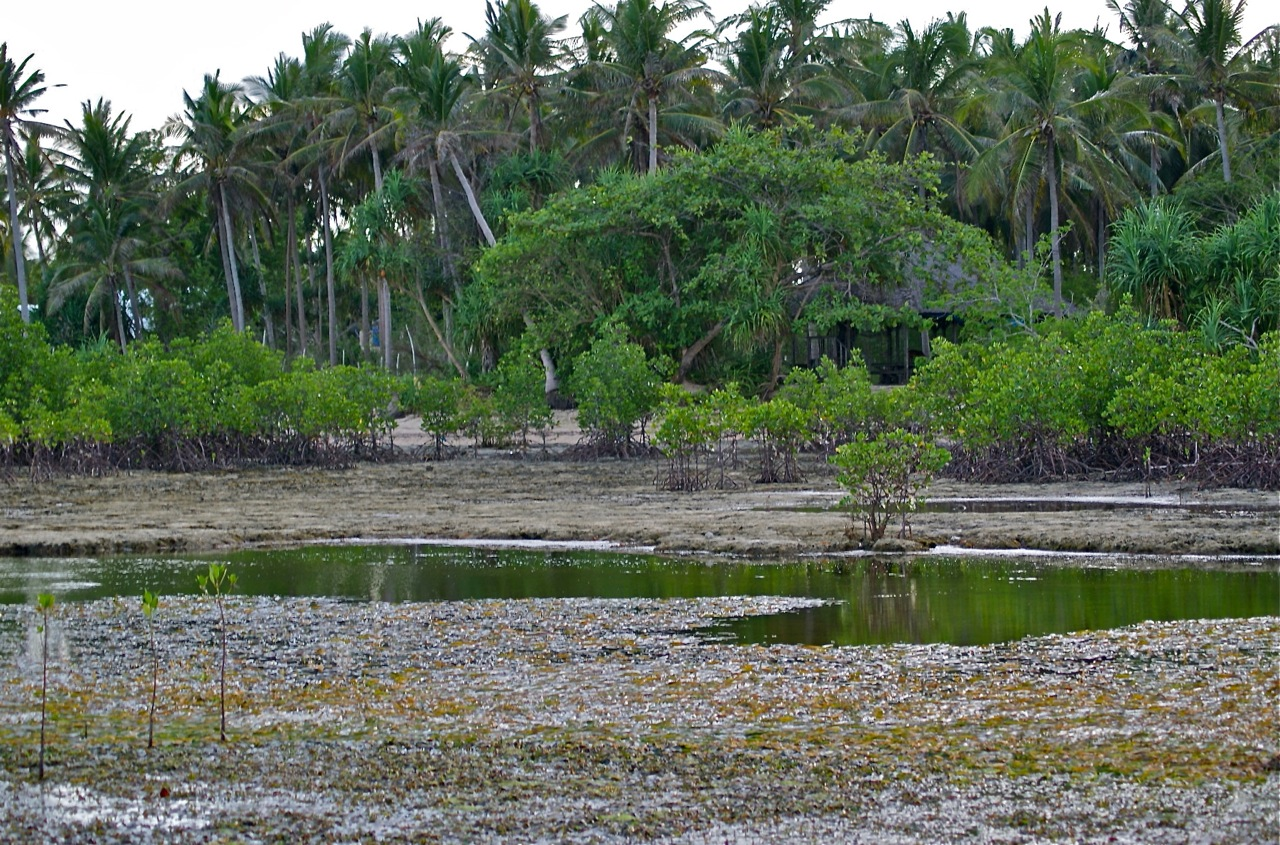
Bãi biển Bancao khi thủy triều thấp, để lộ ra Vùng Gian triều cách khoảng 200 mét từ bãi biển

Vùng gian triều, còn được gọi là vùng đất bồi hoặc bờ biển, là khu vực ở trên mặt nước khi triều thấp và ở dưới mặt nước khi triều cao (nói cách khác là khu vực ở giữa các mức thủy triều).
Vùng gian triều có thể bao gồm nhiều kiểu sinh cảnh, với hệ đông-thực vật đa dạng, ví dụ như sao biển, cầu gai, các loài san hô,... Khu vực này cũng bao gồm các vách đá dốc, bãi cát hoặc đất ngập nước (bãi bùn).
Khu vực này có thể là một dải đất hẹp, ví dụ như các quần đảo Thái Bình Dương chỉ có các vùng thủy triều hẹp, hoặc cũng có thể bao gồm một đoạn bờ biển mà tại đó các chỗ dốc bờ biển nông tương tác với vùng thủy triều cao.
Vùng gian triều là nơi sinh sống của nhiều loài sinh vật khác nhau như động vật thân lỗ, động vật giáp xác, động vật chân khớp, họ giun đốt, động vật thân mềm,... Nước thường xuyên có sẵn cùng với thủy triều nhưng có thể là nước ngọt từ mưa, nước biển, hoặc muối khô (chỉ diễn ra giữa các lần triều ngập). Các sinh vật này phải thích nghi với một môi trường sống vô cùng khắc nghiệt. Sóng biển có thể đẩy chúng ra khỏi vùng cận duyên. Với việc vùng gian triều được mặt trời chiếu rọi nhiều, nhiệt độ có mức dao động lớn (từ rất nóng vào giữa trưa, cho tới gần như đóng băng vào ban đêm ở các vùng khí hậu lạnh. Một số yếu tố vi khí hậu ở vùng cận duyên được cải thiện bởi các đặc điểm ở địa phương và các loài thực vật kích thước lớn, ví dụ như cây đước. Sự thích nghi trong vùng cận duyên nhờ sử dụng thường xuyên số lượng lớn chất dinh dưỡng từ biển được đưa tới liên tục bởi thủy triều. Bản thân rìa của các sinh cảnh (trong trường hợp này là đất liền và biển), thường là các hệ sinh thái quan trọng, và vùng cận duyên là một ví dụ tiêu biểu.

## Hình ảnh

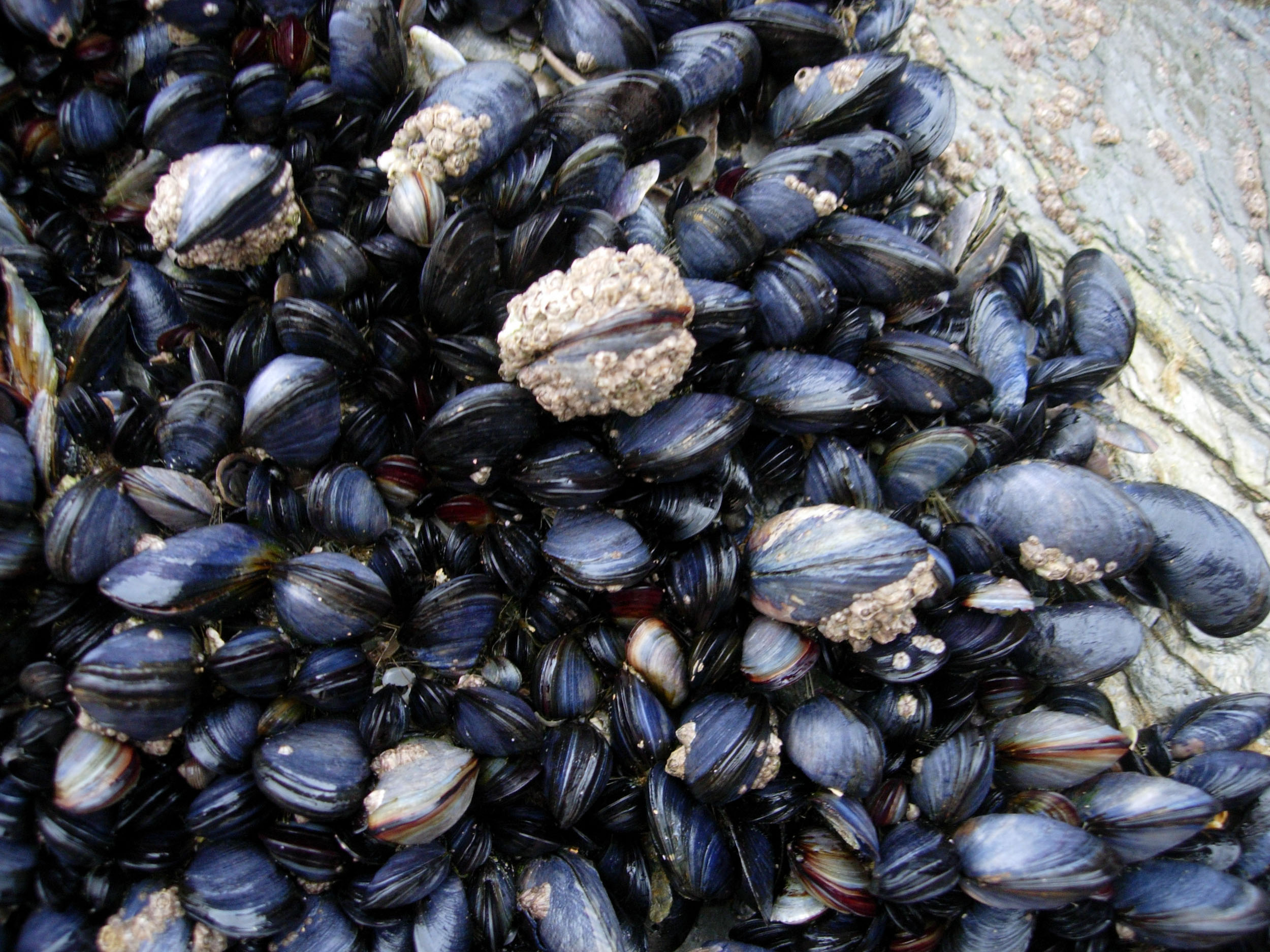
Trai ở vùng gian triều tại Cornwall, Anh.
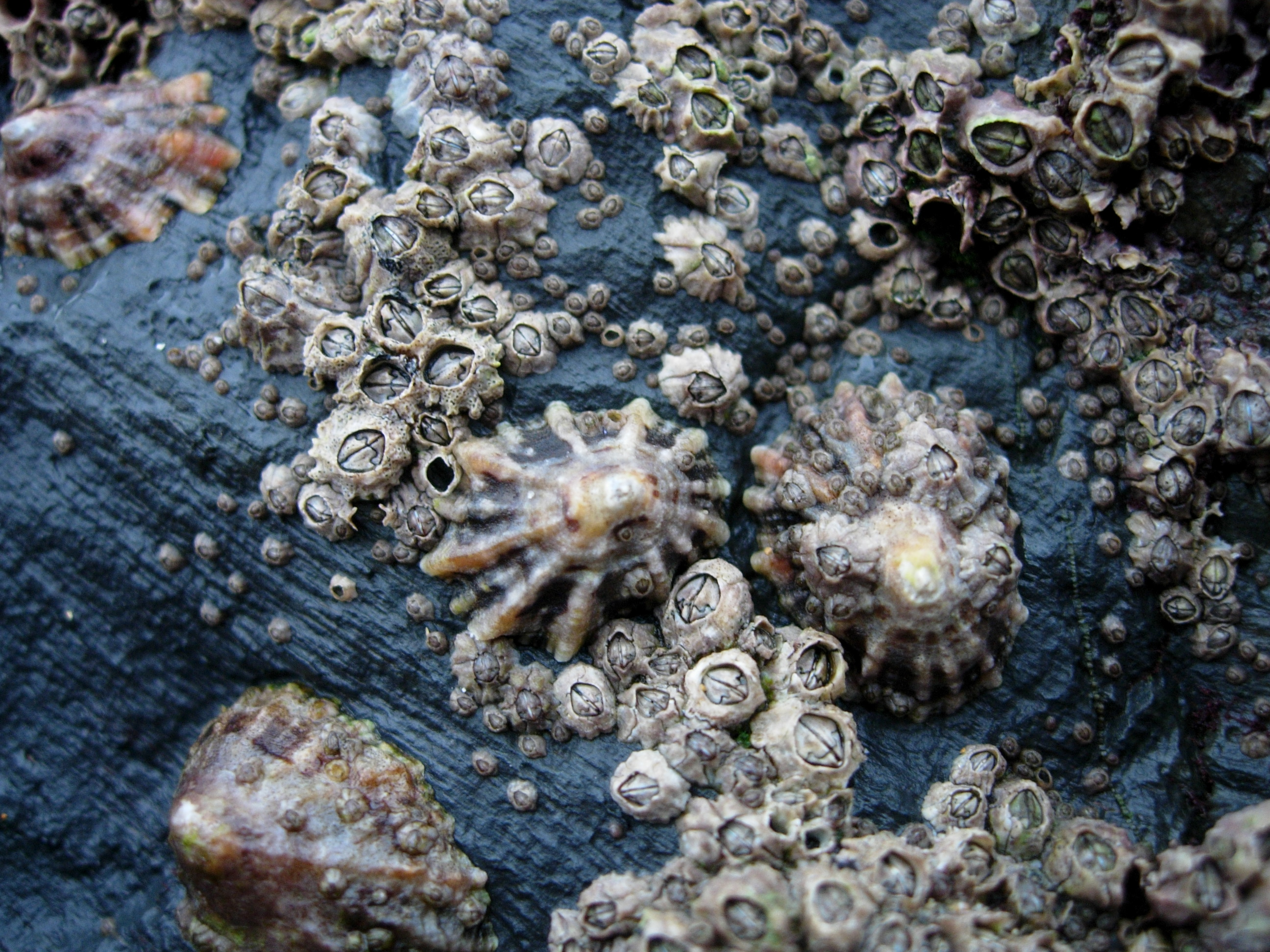
Hà và sao sao ở vùng gian triều gần Newquay, Cornwall, Anh.
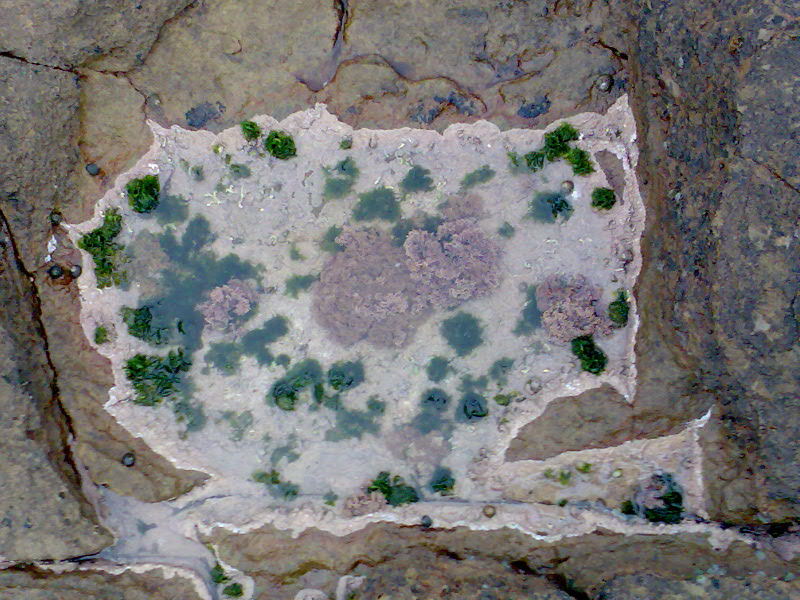
Một bể thủy triều ở vùng gian triều khi triều thấp, Sunrise-on-Sea, Nam Phi.
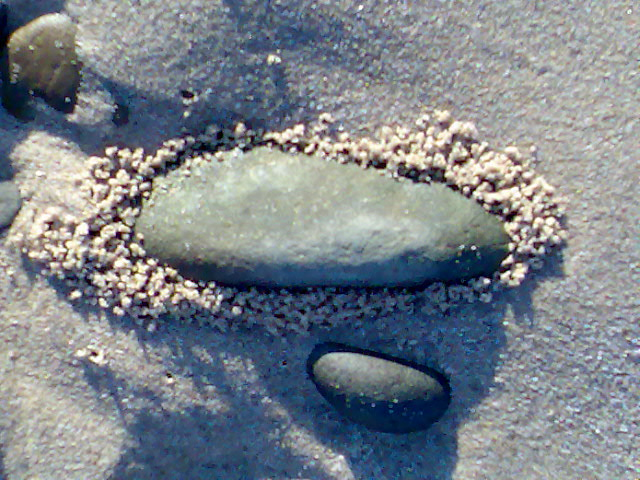
Các viên cát nhỏ không lý giải được có vẻ như đã được không khí thoát ra làm đọng lại quanh viên đá.
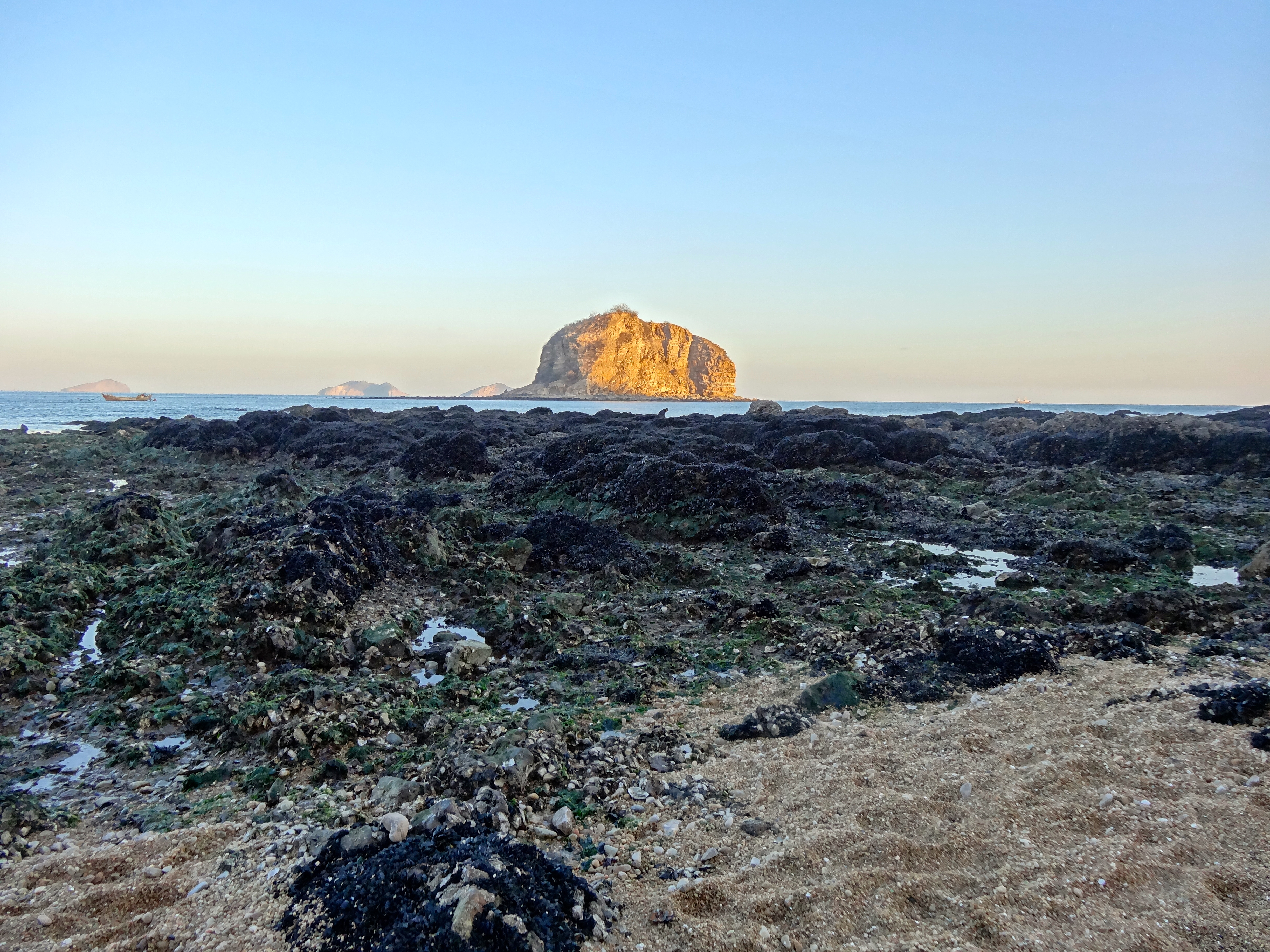
Đá ở vùng gian triều hoàn toàn bị bao phủ bởi loài trai, ở khu vực Bangchuidao, Đại Liên, tỉnh Liêu Ninh, Trung Quốc.